# Cortese
Cortese ist eine Rebsorte, die vor allem in der italienischen Region Piemont angebaut wird, aber auch in der Lombardei und in Venetien (hier unter dem Namen „Bianca Fernanda“). 1798 wurde sie unter dem Namen „Curteisa“ als wichtigste Rebsorte der Provinz Alessandria erwähnt. In den 1990er Jahren waren in Italien insgesamt 2.951 Hektar Rebfläche mit Cortese bestockt.
Aus ihr werden berühmte Weine hergestellt, wie zum Beispiel der DOCG Gavi und die DOC Weine Bianco di Custoza, Colli Tortonesi, Cortese dell’Alto Monferrato, Garda, Monferrato, Oltrepò Pavese sowie Piemonte. 
Siehe auch die den Artikel Weinbau in Italien.

## Ampelographische Sortenmerkmale
In der Ampelographie wird der Habitus folgendermaßen beschrieben:
- Die Triebspitze ist offen. Sie ist dichtwollig behaart, von grüngelblicher Farbe und rötlich gerändert. Die grüngelblichen Jungblätter sind spinnwebig überzogen.
- Die mittelgroßen Blätter sind fünflappig (manchmal siebenlappig) und stark gebuchtet. Die Stielbucht ist lyren-förmig geschlossen. Das Blatt ist stumpf gezahnt. Die Zähne sind im Vergleich der Rebsorten mittelgroß.
- Die konusförmige Traube ist mittelgroß bis groß, geschultert und lockerbeerig. Die leicht elliptischen Beeren sind mittelgroß von gelbgoldener Farbe. Die Beeren sind saftig von einfachem Geschmack.

Reife: früh. Cortese reift fast 15 Tage nach dem Gutedel. Sie gilt somit als eher früh reifend.  

## Eigenschaften
Der mittelspäte Austrieb bewahrt ihn vor Spätfrostgefährdung. Die wuchskräftige Sorte erbringt gleichmäßig hohe Erträge. Cortese ist sehr ertragreich; wenn sie durch Zurückschneiden der Trauben im Ertrag nicht stark eingegrenzt wird, werden die Weine wässrig und flach. Cortese ist anfällig gegen Rohfäule.

## Synonyme
Derzeit werden 11 Synonyme im VIVC geführt: Bianca Fernanda, Corteis, Cortese Bianca, Cortese Bianco, Cortese d’Asti, Cortese dell’Astigliano, Courteis, Courteisa, Courtesia, Fernanda Bianca, Raverusto.